# Trachyandra filiformis
Trachyandra filiformis là một loài thực vật có hoa trong họ Thích diệp thụ. Loài này được (Aiton) Oberm. miêu tả khoa học đầu tiên năm 1967.